# Sauerlandring
Der Sauerlandring war eine Ende der 1960er-Jahre geplante Motorsport-Rennstrecke im Sauerland. Betreiber der Pläne war der im nahen Gevelinghausen ansässige Freiherr, Gutsbesitzer und damals erfolgreiche Rennfahrer Karl von Wendt. Die Planungen wurden 1971 durch die Landesregierung von Nordrhein-Westfalen endgültig verhindert, obwohl sie „vor allem die örtliche und regionale Politik aus wirtschaftlichen Gründen stark unterstützte“.
Die oberste Naturschutzbehörde des Landes hatte den Bau gemeinsam mit der Landesplanungsbehörde abgelehnt und mehr naturnahe Erholung in der Region befürwortet. Von Wendt hatte damals bereits erhebliche Mittel in die Planung investiert und konnte als Ausgleich für die nicht genehmigte Rennstrecke ab 1972 den Freizeitpark Fort Fun Abenteuerland realisieren. Auch dagegen hatten regionale Naturschützer Vorbehalte; sie konnten sich aber, trotz Unterstützung in Teilen der Landesregierung gegen den Park „nach amerikanischen Vorbildern“, nicht durchsetzen, weil die oberste Naturschutzbehörde ihn als „kleineres Übel“ akzeptierte.
Die etwa 5,3 Kilometer lange Strecke sollte auf dem Gebiet der Gemeinde Gevelinghausen südwestlich des Dorfes gebaut werden.  Die Errichtung der Anlage sollte rund fünf Millionen Deutsche Mark kosten. 1967 zeigte die Rennwagenschau der Westfalenhallen Dortmund ein Modell der Strecke und verloste für die 20.000. und 25.000. Besucher der Schau je eine Jahreskarte für alle Veranstaltungen dort, die dann nie einzulösen waren. Wendt lud sogar den damaligen Vorsitzenden der SPD-Fraktion im Bundestag Helmut Schmidt und seine Frau Loki Schmidt mit Erfolg ins Sauerland ein, um ihnen seine Pläne zum Sauerlandring zu erläutern. Die Fläche von 24,57 ha des geplanten Sauerlandrings kaufte die Freizeitpark Hochsauerland GmbH. Diese GmbH gehört zu 50 Prozent dem Hochsauerlandkreis und zu je 25 Prozent die Gemeinde Bestwig und der Stadt Olsberg. Sie wird 2021 immer noch als Grünlandfläche genutzt. 2021 gab es Überlegungen dort ein Industriegebiet anzulegen. Das Gebiet der geplanten Rennstrecke gehört seit 2004 zum Naturschutzgebiet Elpetal bei Gevelinghausen, Landschaftsschutzgebiet Elpetal unterhalb von Gevelinghausen und Landschaftsschutzgebiet Kulturlandschaftskomplex Gevelinghausen-Helmeringhausen-Bigge-Olsberg/Südost.